# Ancognatha jamesoni
Ancognatha jamesoni är en skalbaggsart som beskrevs av Murray 1857. Ancognatha jamesoni ingår i släktet Ancognatha och familjen Dynastidae. Inga underarter finns listade i Catalogue of Life.